# Jacobo Monico
Jacopo Monico (Riese, 26 de junho de 1778 - Veneza, 25 de abril de 1851) foi um cardeal e patriarca católico italiano.

## Biografia
Filho de Adam e Antonia Cavallini. Sua mãe era irmã da mãe de Dom Giuseppe Monico, Mariangela: por causa de sua mãe era primo em primeiro grau de Dom Giuseppe, por causa de seu pai era filho de um primo.
Ele recebeu uma educação precoce do pároco de Altivole. Em 1789 ingressou no seminário de Treviso, onde se destacou ainda antes de se tornar padre: em 1791 foi-lhe atribuído o ensino de retórica, ao qual se juntaram os de história universal e línguas clássicas.
Neste período organizou algumas academias e aventurou-se na poesia neoclássica (não desprovida de um certo romantismo), conforme a moda da época. As composições desse período são relatadas no primeiro volume das obras sacras e literárias que reúnem todos os escritos de Mônico. Ippolito Pindemonte o menciona como um bom escritor em uma carta ao abade Angelo Zendrini de Veneza. Em 1818, Monico já era um protagonista ativo do pequeno mundo literário de Treviso, como secretário de letras da Universidade de Treviso e como membro da Academia de Filoglotti di Castelfranco. Filippo Nani Mocenigo em sua literatura veneziana do século XIX definiu a poesia de Mônico "... excelente ... composta de versos moderados e sentimentos doces e suaves que eram seu personagem".
Jacopo Monico foi ordenado sacerdote em 1801; professor no seminário de Treviso, tornou-se mais tarde pároco em Asolo. Em 1818 foi eleito pároco de San Vito pelos chefes das famílias da cidade (que gozavam do padroado); O Monico já era conhecido na zona como as propriedades da família e porque ele próprio lá ia de férias. Durante este mandato pôde emergir para o seu empenho pastoral, em particular na pregação, sem contudo abandonar os seus próprios interesses literários. Foi escolhido para a oração fúnebre na despedida de Antonio Canova, em 25 de outubro de 1822, em Possagno.
O imperador Francisco I da Áustria há muito estava ciente de seus talentos por recomendação do patriarca de Veneza Giovanni Ladislao Pyrker: em fevereiro de 1822, o soberano propôs ao Papa Pio VII que o tornasse bispo de Ceneda e o pontífice deu uma opinião positiva. No dia 9 de novembro seguinte, Mônico foi consagrado, fazendo sua entrada na diocese em 23 de novembro. Em 1827, Mônico foi nomeado Patriarca de Veneza.
No consistório de 29 de julho de 1833, o papa Gregório XVI o elevou ao posto de cardeal-presbítero dos santos Nereo e Achilleo, embora não tenha participado do conclave de 1846.
Durante seu episcopado foi um forte defensor da Casa de Habsburgo, tanto que em 3 de agosto de 1849 assinou uma petição à Assembleia para que Veneza capitulasse aos austríacos e, portanto, teve que se refugiar em San Lazzaro degli Armeni para escapar a ira dos patriotas. Na queda da República de São Marcos ele realizou um solene Te Deum na Basílica de São Marcos.
Ele morreu em 25 de abril de 1851, aos 72 anos.